# Pašman (gemeente)
Pašman (Italiaans: Pasman of Pasmano; Duits: Pasmann) is een gemeente in de Kroatische provincie Zadar op het gelijknamige eiland Pašman.
Pašman telt 2004 inwoners op een oppervlakte van 48,73 km².

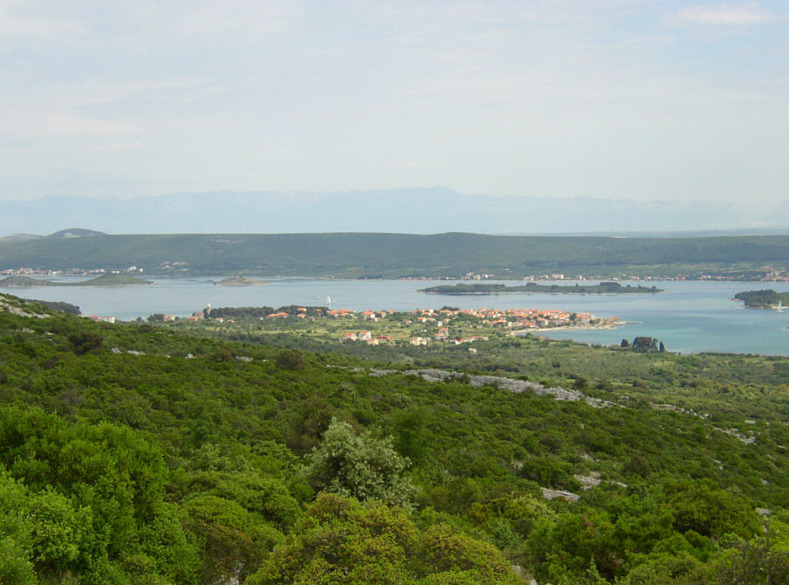
Pasman met op de achtergrond het vasteland

Steden (gradovi): Zadar · Benkovac · Biograd na Moru · Nin · Obrovac · Pag

Gemeenten (općine): Bibinje · Galovac · Gračac · Jasenice · Kali · Kolan · Kukljica · Lišane Ostrovičke · Novigrad · Pakoštane · Pašman · Polača · Poličnik · Posedarje · Povljana · Preko · Privlaka · Ražanac · Sali · Stankovci · Starigrad · Sukošan · Sveti Filip i Jakov · Škabrnja · Tkon · Vir · Vrsi · Zemunik Donji